# Мамонтов, Юрий Фёдорович
Юрий Фёдорович Мамонтов (4 февраля 1928, Ананкино, Тверская губерния — неизвестно) — советский футболист, защитник.

## Биография
Юрий Фёдорович Мамонтов родился 4 февраля 1928 года в Ананкино (ныне — деревня в Лихославльском муниципальном округе Тверской области).
С 1936 года проживал в Ленинграде, в 1941 году окончил 9 классов, в 1942—1945 годах находился в эвакуации в Красноборске Архангельской области. В 1947—1950 работал в Ленинграде, в оборонной промышленности, к которой принадлежало ДСО «Зенит». В 1950—1953 находился на военной службе в ДО Выборг. С ноября 1953 по 1955 — в составе «Зенита», за который провёл один матч — 2 июля 1954 года в домашней игре 17 тура чемпионата СССР против минского «Спартака» (0:2).